# Westerton
Westerton är en by i unparished area Coundon, i kommunen Durham i grevskapet Durham, i England. Byn är belägen 12 km från Durham. Orten har 44 invånare (2001). En kolgruva öppnade 1838 och stängdes 1961. Westerton var en civil parish 1866–1937 när blev den en del av Bishop Auckland och Spennymoor. Civil parish hade 524 invånare år 1931.